# Курянівська сільська рада
Куря́нівська сільська́ ра́да — До 5 квітня 2019 року адміністративно-територіальна одиниця та орган місцевого самоврядування в Бережанському районі Тернопільської області. Адміністративний центр — село Куряни.

## Загальні відомості
- Територія ради: 21,958 км²
- Населення ради: 1 021 осіб (станом на 2001 рік)
- Територією ради протікає річка Нараївка

## Населені пункти
Сільській раді підпорядковані населені пункти:
- с. Куряни
- с. Павлів

### Ліквідовані населені пункти[1]
- х. Басівка
- х. Бережанка
- х. Курахове

## Склад ради
Рада складалася з 16 депутатів та голови.
- Голова ради: Гринкевич Ігор Миронович
- Секретар ради: Легета Олександра Василівна

### Керівний склад попередніх скликань
| Прізвище, ім'я, по батькові | Основні відомості                                                                            | Дата обрання | Дата звільнення |
| --------------------------- | -------------------------------------------------------------------------------------------- | ------------ | --------------- |
| Гринкевич Ігор Миронович    | Сільський голова, 1966 року народження, освіта вища, член Конгресу Українських Націоналістів | 26.03.2006   | 31.10.2010      |
| Гринкевич Ігор Миронович    | Сільський голова, 1966 року народження, освіта вища, безпартійний                            | 31.10.2010   |                 |

Примітка: таблиця складена за даними сайту Верховної Ради України

### Депутати
За результатами місцевих виборів 2010 року депутатами ради стали:

#### За суб'єктами висування
| Суб'єкт висування               | Кількість обраних депутатів | %    |
| ------------------------------- | --------------------------- | ---- |
| Політична партія «Наша Україна» | 13                          | 81,3 |
| Самовисування                   | 2                           | 12,5 |
| Народна партія                  | 1                           | 6,3  |

#### За округами
| № округу                        | Прізвище, ім'я, по батькові    | Дата визнання обраним | Освіта             | Партійна приналежність | Відомості про обраного депутата                                             |
| ------------------------------- | ------------------------------ | --------------------- | ------------------ | ---------------------- | --------------------------------------------------------------------------- |
| Народна Партія                  |                                |                       |                    |                        |                                                                             |
| 15                              | Закришка Ярослав Петрович      | 02.11.2010            | середня спеціальна | позапартійний          | Бережани ДЛМГ, майстер                                                      |
| Політична партія «Наша Україна» |                                |                       |                    |                        |                                                                             |
| 1                               | Мартинюк Ігор Євгенович        | 02.11.2010            | незакінчена вища   | позапартійний          | Ресторан "Анатоль"м. Бережани, бухгалтер                                    |
| 2                               | Легета Ігор Михайлович         | 02.11.2010            | середня            | позапартійний          | Європейський університет м. Тернопіль, студент                              |
| 3                               | Женчак Олег Богданович         | 02.11.2010            | незакінчена вища   | позапартійний          | БАТІ, студент                                                               |
| 4                               | Проць Олег Іванович            | 02.11.2010            | вища               | позапартійний          | тимчасово не працює                                                         |
| 5                               | Гринкевич Назарій Ігорович     | 02.11.2010            | середня            | позапартійний          | Львівський національний університет ім. І. Франка, студент                  |
| 6                               | Семеген Марія Володимирівна    | 02.11.2010            | середня спеціальна | позапартійна           | Курянівська сільська рада, бухгалтер                                        |
| 7                               | Бідула Олег Євгенович          | 02.11.2010            | середня спеціальна | позапартійний          | Підвисоцький завод будматеріалів, токар                                     |
| 8                               | Мручок Володимир Степанович    | 02.11.2010            | вища               | позапартійний          | Курянівська загальноосвітня школа І-ІІІ ст., вчитель                        |
| 9                               | Легета Олександра Василівна    | 02.11.2010            | середня спеціальна | позапартійна           | Курянівська сільська рада, секретар                                         |
| 12                              | Ковальський Володимир Петрович | 02.11.2010            | середня            | позапартійний          | фізична особа-підприємець                                                   |
| 13                              | Федорів Марія Дмитрівна        | 02.11.2010            | середня спеціальна | позапартійна           | пенсіонер                                                                   |
| 14                              | Гірняк Богдан Йосипович        | 02.11.2010            | середня            | позапартійний          | пенсіонер                                                                   |
| 16                              | Легета Ігор Романович          | 02.11.2010            | незакінчена вища   | позапартійний          | Івано-Франківський національний технічний університет нафти і газу, студент |
| Самовисування                   |                                |                       |                    |                        |                                                                             |
| 10                              | Новіцький Володимир Васильович | 02.11.2010            | середня            | позапартійний          | БАТІ, студент                                                               |
| 11                              | Мручок Ігор Богданович         | 02.11.2010            | середня            | позапартійний          | тимчасово не працює                                                         |